# At Home
At Home (с англ. — «Дома») — второй студийный альбом голландской рок-группы Shocking Blue и первый с участием Маришки Вереш , выпущенный в 1969 году. Одной из самых известных композиций альбома является сингл «Venus».

## История создания альбома
В 1969 году музыканты в студии деревушки Бларикум, которая расположена недалеко от Амстердама записали на простой двухдорожечный магнитофон синглы, которые и составили альбом At Home.

## Список композиций
Слова и музыка всех песен — Робби ван Леувен, кроме «Acka Raga» автор Джон Майер.
| №  | Название                                | Длительность |
| -- | --------------------------------------- | ------------ |
| 1. | «Boll Weevil»                           | 2:40         |
| 2. | «I'll Write Your Name Through the Fire» | 2:50         |
| 3. | «Acka Raga»                             | 3:10         |
| 4. | «Love Machine»                          | 3:15         |
| 5. | «I'm a Woman»                           | 3:00         |

| №  | Название                 | Длительность |
| -- | ------------------------ | ------------ |
| 1. | «California Here I Come» | 3:15         |
| 2. | «Poor Boy»               | 4:50         |
| 3. | «Love Buzz»              | 3:40         |
| 4. | «The Butterfly and I»    | 3:50         |

Более поздние выпуски альбома часто добавляли хит-сингл "Venus", а также другие современные треки. В некоторых изданиях «Poor Boy» указана длительность 2:28.
Компания Repertoire Records переиздала альбом в формате CD в 1989 году.
| №   | Название                                | Длительность |
| --- | --------------------------------------- | ------------ |
| 1.  | «Boll Weevil»                           | 2:40         |
| 2.  | «I’ll Write Your Name Through the Fire» | 2:50         |
| 3.  | «Acka Raga» (Mayer)»                    | 3:10         |
| 4.  | «Love Machine»                          | 3:15         |
| 5.  | «I’m a Woman»                           | 3:00         |
| 6.  | «Venus»                                 | 3:07         |
| 7.  | «California Here I Come»                | 3:15         |
| 8.  | «Poor Boy»                              | 4:50         |
| 9.  | «Long and Lonesome Road»                | 2:44         |
| 10. | «Love Buzz»                             | 3:40         |
| 11. | «The Butterfly and I»                   | 3:50         |

| №  | Название           | Длительность |
| -- | ------------------ | ------------ |
| 1. | «Harley Davidson»  | 2:39         |
| 2. | «Fireball of Love» | 3:00         |
| 3. | «Hot Sand»         | 2:35         |
| 4. | «Wild Wind»        | 2:15         |

## Участники записи
- Маришка Вереш — вокал
- Робби ван Леувен — гитара и бэк-вокал
- Кор ван дер Бек — ударные
- Клаше ван дер Вол — бас-гитара